# Beautiful Boy (Darling Boy)
«Beautiful Boy (Darling Boy)» («Niño Lindo (Adorado Niño)» en castellano) es una canción escrita e interpretada por John Lennon. Fue incluida  en el álbum Double Fantasy de  1980, el último de Lennon antes de su muerte. 
Paul McCartney  ha declarado que esta es una de sus canciones favoritas compuesta por 
Lennon.

## Letra
La canción fue escrita para el hijo menor de Lennon, Sean, su único hijo con Yoko Ono. 
Comienza con John reconfortándolo de lo que se presume que es una pesadilla. Luego describe el amor que siente y la alegría que le dio al nacer.
La letra de "Beautiful Boy (Darling Boy)" contiene la famosa cita de Lennon "La vida es lo que te pasa mientras estás ocupado haciendo otros planes".